# Bridge of Sighs (Glasgow)
Die Bridge of Sighs (deutsch: Seufzerbrücke) ist eine Straßenbrücke in der schottischen Stadt Glasgow. 1970 wurde das Bauwerk in die schottischen Denkmallisten in der höchsten Denkmalkategorie A aufgenommen.

## Geschichte
Die Bridge of Sighs bietet einen Zugang zur Glasgow Necropolis. Der Glasgower Kaufmannsverein kam für die Baukosten in Höhe von 1240 £ auf. Für die Planung zeichnet das Brüderpaar James und David Hamilton verantwortlich. Die Grundsteinlegung wurde am 18. Oktober 1833 begangen. Ursprünglich überspannte die Brücke den Bach Molindar Burn. Dieser ist heute nicht mehr vorhanden. Stattdessen verläuft die Wishart Street unter der Brücke.

## Beschreibung
Der Mauerwerksviadukt führt von der St Mungo’s Cathedral am Cathedral Square zur Glasgow Necropolis. Er ist Teil des klassischen Prozessionswegs von der Kathedrale auf den Friedhof. Der Viadukt überspannt die Straße mit einem ausgemauerten Rundbogen mit einer lichten Weite von etwa 18 m. Deutlich kleinere Bögen unterschiedlicher Größe dienten einst als Fußgängerdurchlasse. Die massiven Brüstungen bestehen aus polierten Steinquadern. Mittig wurden die Brüstungen zu einem späteren Zeitpunkt zu einer Stufe erhöht.